# Märratjärnen (Älvsby socken, Norrbotten)
Märratjärnen är en sjö i Älvsbyns kommun i Norrbotten och ingår i Piteälvens huvudavrinningsområde. Märratjärnen ligger i Piteälven Natura 2000-område.